# Podborowisko
Podborowisko – wieś w Polsce położona w województwie podlaskim, w powiecie hajnowskim, w gminie Narew. 
W latach 1975–1998 miejscowość administracyjnie należała do województwa białostockiego. Podborowisko jest przysiółkiem wsi Przybudki.

## Nazwa
Nazwa oznacza miejsce leżące pod borem lub w pobliżu folwarku Borowisk. Ludowa nazwa Karaluki pochodzi od imienia Karol (prawdopodobnie od Fryderyka Karola Haberlanda). W 1820 roku miejscowość została określona nazwą – Podborowisko Osoka.

## Historia
W 1847 znajdował się tu tylko jeden budynek zamieszkiwany przez 10 osób. Później stały tu 4 domy zamieszkane przez 20 osób. W 1939 roku stało tu 7 domów zamieszkałych przez 45 osób, w 2007 mieszkały tu 22 osoby
II wojna światowa przyniosła straty oraz ofiary w ludziach.

## Religia
Mieszkańcy wsi wyznania prawosławnego należą do parafii w Łosince. Według stanu parafii z 31 grudnia 2007 roku, 22 parafian pochodziło z Podborowiska. Natomiast wierni kościoła rzymskokatolickiego należą do parafii pw. Wniebowzięcia Najświętszej Maryi Panny i św. Stanisława Biskupa i Męczennika w Narwi.